# Luigi Cimolai
Luigi Cimolai (Fontanafredda, 20 febbraio 1952) è un imprenditore italiano, proprietario dell’omonimo Gruppo Cimolai.

## Biografia
Nasce a Fontanafredda, in provincia di Pordenone, il 20 febbraio 1952 da Armando Cimolai e Albina Poles. Dopo gli studi universitari entra subito a far parte dell’azienda di famiglia, specializzata nella realizzazione di strutture in acciaio, divenendo direttore tecnico di cantiere in Gran Bretagna fino al 1993. Dal 1993 al 2007 è Amministratore Unico del Gruppo Cimolai di cui diviene Presidente nel 2007.
È stato Vice Presidente dell'associazione industriali di Pordenone dal 1983 al 1989 e presidente della stessa dal 1989 al 1992 è stato inoltre membro del consiglio di amministrazione della Electrolux Zanussi dal 1984 al 1993.
Il 27 settembre 2004, il Presidente della Repubblica Carlo Azeglio Ciampi ed il Primo Ministro Silvio Berlusconi gli hanno conferito il titolo di Gran Ufficiale per i suoi eccezionali risultati nella realizzazione di importanti opere sia in Italia che all'estero. 
La sua posizione in azienda cresce diventando Vice Presidente e Amministratore Delegato del Gruppo Cimolai, fino ad ottenere nel 2006 la carica di Presidente di Cimolai SpA. Ad oggi con la Cimolai Holding SpA detiene il 100% delle azioni. 
È padre di Paola e Carla avute dal matrimonio con Maria Anita Polese. Dal 2009 vive con la sua compagna Kira De Pellegrin e i loro due figli Armando Sergio e Ludovico Oscar. Kira è laureata a Padova ed è esperta in risorse umane aziendali.
Diplomatosi in maturità scientifica a Pordenone, si laureò in ingegneria civile nel 1976 a Padova.
Il 27 settembre 2004 viene nominato Grande Ufficiale dal Presidente della Repubblica Carlo Azeglio Ciampi.

## La gestione dell'azienda di famiglia
Cimolai progetta, realizza ed installa opere di carpenteria metallica che si contraddistinguono per unicità, solidità e sicurezza dei progetti architettonici, rapidi tempi d’esecuzione e specifiche tecniche di elevatissima qualità. L’azienda ha diversificato le sue attività nel campo dell'ingegneria industriale, civile, militare, navale e oil & gas. Opera inoltre nel settore delle facciate continue, dei rivestimenti speciali e dei sistemi di movimentazione. Essa, sotto la guida di Luigi Cimolai ha vissuto uno sviluppo costante della propria attività che ha portato alla realizzazione di progetti sempre più complessi e qualificanti grazie anche al continuo ampliamento dei propri siti produttivi e del know how tecnico. Inoltre, Sotto la sua guida si è costituito un gruppo che ha traguardato i suoi successi grazie al forte spirito di unità familiare, all’amore dei suoi collaboratori per i progetti ed alla passione come legante.
Grazie alla continua espansione, oggi Cimolai è uno dei principali gruppi operanti nel settore delle costruzioni metalliche.
A seguito di una crisi con debiti oltre i 500 milioni imputata ad operazioni su titoli derivati, da marzo 2023 la società è in concordato preventivo.